# E la festa continua!
E la festa continua! è un film del 2023 diretto da Robert Guédiguian

## Trama
Il film che inizia con la scena del crollo di due palazzine fatiscenti alle spalle della statua di Omero, riferendosi a un fatto di cronaca accaduto a Marsiglia in rue d'Aubagne il 5 novembre 2018, quando perirono otto persone.  La storia è incentrata poi sulle azioni di protesta in cui i protagonisti a vario livello sono coinvolti, direttamente o indirettamente. La protagonista, Rosa, un’infermiera molto impegnata politicamente,  vagamente ispirata inizialmente alla figura di Michèle Rubirola, verrà individuata dalle forze di sinistra della città per presentarsi alle elezioni come sindaco. Rosa, vicina alla pensione, oltre a continuare con il suo impegno politico, riscoprirà l’amore innamorandosi, corrisposta, di Tonio, il padre di Alice, la fidanzata del figlio Sarkis. La trama si svolge tra radici etniche, Sarkis è armeno, e tradizioni comuniste vissute nel difficile cambiamento del sistema capitalistico e quindi unite ad altre ideologie di sinistra come socialisti e verdi. Il tutto risolto in modo positivo con humour e intelligente leggerezza.

## Accoglienza
Il film è stato presentato all’Istituto Francese di Firenze  nell’ambito di una rassegna, dal 16 settembre al 3 ottobre 2024,  che ha visto la presenza attiva del regista. Coinvolte altre sale cinematografiche per la visione di sei film selezionati, il Cinema La Compagnia e lo Spazio Alfieri.
Nel novembre 2023 il direttore di Cahiers du cinéma dedica una pagina della rivista al film elogiando la passione del regista anche se a volte può apparire appesantita dalla parte “militante” che comunque non oscura i sentimenti e le emozioni.  L’articolo termina con una dichiarazione affettuosa verso l’onestà che i cinici potrebbero giudicare senz’altro anacronistica.